# Gravel Heart
Gravel Heart es una novela de ficción histórica publicada en 2017 por el escritor británico nacido en Zanzíbar (Tanzania) y ganador del Premio Nobel, Abdulrazak Gurnah. Es la novena novela de Gurnah y fue publicada por primera vez por Bloomsbury Publishing el 1 de agosto de 2017.
La historia de la novela está ambientada a finales del siglo XX y sigue a Salim, quien se muda de Zanzíbar al Reino Unido, mientras reflexiona sobre la separación de sus padres. El título proviene de una frase utilizada en la obra de Shakespeare Medida por medida.
El libro recibió críticas positivas. Suzi Feay, del Financial Times, lo describió como «escrito con elegancia y profundamente triste», y aplaudió su análisis del colonialismo británico. En una reseña para The Times Literary Supplement, Tadzio Koelb elogió la sección final de la novela y la narrativa de Gurnah.